# Susana Aurora Magallón Puebla
Susana Aurora Magallón Puebla (* im 20. Jahrhundert), in Publikationen häufig Susana Magallón oder Susana A. Magallón Puebla, ist eine mexikanische Biologin. Ihre Forschungsschwerpunkte sind die Evolutionsbiologie, die Paläobotanik und Bioinformatik, vor allem auf dem Gebiet der Pflanzenevolution. Für den Zeitraum 2019 bis 2023 wurde sie zur Direktorin des Instituts für Biologie an der Nationalen Autonomen Universität von Mexiko (UNAM) ernannt.

## Leben
Magallón absolvierte ein Grundstudium an der naturwissenschaftlichen Fakultät der UNAM, das sie im November 1991 mit der Licenciatura abschloss. Ihre Prüfschrift hatte den Titel Estudio sistemático y biométrico de helechos del tipo Pecopteris (Marattiales; Pteridophyta) de la Formación Matzitzi (PermoCarbonífero), Estado de Puebla.
Anschließend absolvierte sie einen Masterstudiengang in Pflanzenbiologie an der Fakultät für Naturwissenschaften der UNAM, den sie im April 1994 mit der Arbeit Estudio morfológico y anatómico de órganos reproductivos de plantas fósiles del Cenozóico superior de la región de Tepexi de Rodríguez, Puebla abschloss. Es folgte ein Doktoratsstudium an der Abteilung für Geophysikalische Wissenschaften der University of Chicago, wo sie im August 1999 mit der Dissertation A neontological and paleontological approach to the evolution of floral form among basal eudicots (angiosperms) zum Ph.D. promoviert wurde.
Von Oktober 1999 bis September 2001 führte sie im Rahmen eines Postdoc-Aufenthalts an der Abteilung für Evolution und Ökologie der University of California, Davis unter der Leitung von Michael J. Sanderson das Forschungsprojekt Reconciling Molecular and Fossil Evidence for the Age of Angiosperms durch.
Ihre Forschungsarbeit konzentriert sich hauptsächlich auf die Bereiche Evolution der Blütenform, die phylogenetischen Beziehungen, das Alter und die Diversifizierung der wichtigsten Kladen von Gefäßpflanzen sowie die Analyse der floristischen Vielfalt aus phylogenetischer Sicht. Eine der bekanntesten Arbeiten, an der sie beteiligt war, ist die Studie The ancestral flower of angiosperms and its early diversification, die 2017 in der Zeitschrift Nature veröffentlicht wurde.
Von 1987 bis 1994 war sie Assistenzprofessorin der Stufe B am Museum für Paläontologie der Fakultät für Naturwissenschaften an der UNAM. Im Jahr 2001 kam sie als Forschungsbeauftragte der Stufe A an das Institut für Biologie der UNAM, wo sie seit 2017 als leitende Wissenschaftlerin der Stufe C tätig ist, und im Jahr 2019 wurde sie als Forscherin der Stufe III in das Sistema Nacional de Investigadores aufgenommen. Von 2017 bis 2018 war sie Gastprofessorin an der Abteilung für Botanik und Zentrum für Biodiversitätsforschung der University of British Columbia, Vancouver, Kanada. Magallón unterrichtet auf Bachelor- und Master-Ebene in den Fächern Paläobiologie, Botanik und phylogenetische Systematik. Sie leistet auch Öffentlichkeitsarbeit, indem sie Konferenzen organisiert und an wissenschaftlichen Kongressen teilnimmt.
Im Rahmen ihrer beruflichen Laufbahn war Magallón wissenschaftliche Mitarbeiterin für Botanik (ehrenamtlich) am Field Museum of Natural History in Chicago in den Zeiträumen 2001 bis 2005, 2006 bis 2010 und 2011 bis 2015. Von 2008 bis 2010 war sie stellvertretende Herausgeberin der Fachzeitschrift Evolution: International Journal of Organic Evolution. Von 2009 bis 2011 war sie Mitglied des Wissenschaftlichen Rats der Society of Systematic Biologists, wo sie von 2017 bis 2019 als Präsidentin fungierte. Von 2011 bis 2013 war sie Mitglied des wissenschaftlichen Ausschusses des Latin American Botanical Network, von 2013 bis 2016 des Wissenschaftlichen Rats der American Society of Plant Taxonomists, von 2015 bis 2020 Redaktionsmitglied der Zeitschrift Botanical Sciences und von 2015 bis 2017 war sie Mitglied des Merits Award Committee der Botanical Society of America. Von 2017 bis 2018 war sie Mitherausgeberin des International Journal of Plant Sciences und seit 2018 ist sie Redakteurin der Fachzeitschrift New Phytologist.
Magallón ist Mitautorin von mehr als 55 wissenschaftlichen Artikeln und sieben Buchkapiteln.
2022 wurde Magallón in die American Academy of Arts and Sciences aufgenommen, 2023 zum Mitglied der National Academy of Sciences und 2024 zum Auswärtigen Mitglied der Royal Society gewählt.